# Jeff Hawke
Pour les articles homonymes, voir Hawke.
Jeff Hawke est une bande dessinée anglaise de science-fiction de Sydney Jordan. Elle est parue sous forme de comic strips dans le Daily Express de 1955 à 1976.
Il y a eu 6487 strips représentant 69 histoires.
Malgré le fait qu'elle ne soit que peu connue même dans les pays anglophones dont elle est originaire, elle est reconnue en Scandinavie et en Italie et est considérée comme une des meilleures œuvres de bande dessinée de science-fiction par les spécialistes, grâce à des scénarios extrêmement subtils et un dessin réaliste efficace.
Jeff Hawke est parue en français dans Charlie Mensuel puis certaines histoires ont été reprises par les éditions Glénat, qui ont ensuite démarré une intégrale, laquelle s'est interrompue à tiers-chemin.

## Parutions dans des périodiques français
Selon la chronologie des strips :
- Charlie Mensuel no 76, strips 2495 à 2578
- Charlie mensuel no 34, 2579 à 2640
- Charlie mensuel no 45, 2641 à 2725
- Charlie mensuel no 58, 2726 à 2817
- Charlie mensuel no 28, 2818 à 2884
- Charlie mensuel no 49, 2951 à 3024
- Charlie mensuel no 42, 3820 à 3846
- Charlie mensuel nos 69 et 70, 4701 à 4839
- Charlie mensuel no 90 et no spécial, 4840 à 4916
- Charlie mensuel no spécial, 4917 à 5008
- Charlie mensuel no 85, 5075 à 5172
- Charlie mensuel no 95, 5255 à 5330
- Charlie mensuel no 101, 5331 à 5400
- Charlie mensuel no 132 et no spécial, 5401 à 5498
- Charlie mensuel no 123, 5633 à 5778
- Charlie mensuel no 113, 5779 à 5904
- Charlie mensuel no 109, 6002 à 6118
- Hop ! no 16, 6119 à 6175
- Hop no 20, 6176 à 6257
- L'Humanité quotidien, strips « le naufragé de l'espace »